# Pagurodofleinia doederleini
Pagurodofleinia doederleini is een tienpotigensoort uit de familie van de Paguridae. De wetenschappelijke naam van de soort is voor het eerst geldig gepubliceerd in 1902 door Doflein.